# Hemiteles cingulatorius
Hemiteles cingulatorius är en stekelart som beskrevs av Morley 1912. Hemiteles cingulatorius ingår i släktet Hemiteles och familjen brokparasitsteklar. Inga underarter finns listade i Catalogue of Life.